# Сюри (Арденны)
Сюри́ (фр. Sury) — коммуна во Франции, находится в регионе Шампань — Арденны. Департамент коммуны — Арденны. Входит в состав кантона Западно-центральный Мезьер. Округ коммуны — Шарлевиль-Мезьер.
Код INSEE коммуны — 08432.
Коммуна расположена приблизительно в 195 км к северо-востоку от Парижа, в 95 км севернее Шалон-ан-Шампани, в 8 км к западу от Шарлевиль-Мезьера.

## Население
Население коммуны на 2008 год составляло 95 человек.
| 1962 | 1968 | 1975 | 1982 | 1990 | 1999 | 2008 |
| ---- | ---- | ---- | ---- | ---- | ---- | ---- |
| 58   | 59   | 64   | 123  | 130  | 113  | 95   |

## Экономика
В 2007 году среди 72 человек в трудоспособном возрасте (15—64 лет) 52 были экономически активными, 20 — неактивными (показатель активности — 72,2 %, в 1999 году было 71,6 %). Из 52 активных работали 49 человек (26 мужчин и 23 женщины), безработных было 3 (1 мужчина и 2 женщины). Среди 20 неактивных 6 человек были учениками или студентами, 10 — пенсионерами, 4 были неактивными по другим причинам.